# The God Machine
I The God Machine erano un gruppo alternative rock, attivo nella prima metà degli anni '90. Benché tutti originari di San Diego, California, i suoi membri vivevano e si esibivano prevalentemente nel Regno Unito e in Europa.
La primissima formazione, a San Diego, si chiamava Society Line e comprendeva anche il chitarrista Albert Amman, che non seguì il resto del gruppo nel loro trasferimento a Londra. Robin Proper-Sheppard (chitarra/voce), Jimmy Fernandez (basso) e Ronald Austin (batteria), suonarono per la prima volta nel 1991 con il nome di The God Machine. Nello stesso anno pubblicarono un EP intitolato Purity con l'etichetta Eve e successivamente ottennero un contratto discografico con la Fiction Records, etichetta con cui pubblicarono due dischi nel corso della loro carriera, prima della morte improvvisa di Fernandez per un tumore cerebrale e del conseguente scioglimento della band nel 1994. Proper-Sheppard proseguì formando l'etichetta Flower Shop Recordings e i gruppi Sophia e The May Queens

## Discografia

### Album
- 1993 - Scenes from the Second Storey - Fiction Records
- 1994 - One Last Laugh In A Place Of Dying... - Fiction Records

### Singoli
- 1991 - Purity EP - Eve Recordings
- 1992 - The Desert Song EP - Fiction Records
- 1992 - Ego - Fiction Records
- 1993 - Home - Fiction Records